# Gaston Clermont
Pour l’article homonyme, voir Clermont.
Gaston Clermont, né le 5 décembre 1913 à Chomedey et mort le 12 janvier 2005 à Ottawa, est un gérant, homme d'affaires et homme politique fédéral du Québec.

## Biographie
Né à Chomedey dans la région de Laval, Gaston Clermont étudia à Montréal et débuta en affaires à Thurso.
Élu député du Parti libéral du Canada dans la circonscription fédérale de Labelle lors de l'élection partielle de la démission du député Henri Courtemanche en 1960, il fut réélu en 1962. Défait par le créditiste Gérard Girouard en 1963, il retrouve son poste en 1965. Réélu dans Gatineau en 1968, 1972 et en 1974, il ne se représente pas en 1979.
Durant sa carrière politique, il est secrétaire parlementaire du président du Conseil du Trésor de 1971 à 1972 et du ministre de l'Industrie et du Commerce de 1974 à 1975.